# آدم غروس
آدم غروس (بالإنجليزية: Adam Gross)‏ (16 فبراير 1986 بغرينتش في المملكة المتحدة - ) هو لاعب كرة قدم بريطاني في مركز الدفاع. شارك مع منتخب إنجلترا لكرة القدم C ‏ ومنتخب ويلز لكرة القدم. أما مع النوادي، فقد لعب مع تشارلتون أثلتيك ونادي بارنت ونادي دارتفورد وThurrock F.C. ‏ ونادي ليذرهيد وإيريث وبلفيدير ‏ ونادي ويموث وغرايز أتلاتيك ‏ وويلينج يونايتد.

## وصلات خارجية
- آدم غروس على موقع قاعدة بيانات كرة القدم.إي يو (الإنجليزية)
- آدم غروس على موقع Soccerbase.com (لاعب) (الإنجليزية)